# نيك جاردين
نيك جاردين (بالإنجليزية: Nick Jardine) هو أخصائي فطريات بريطاني، ولد في 4 سبتمبر 1943.